# Pénélope Bonnaová
Pénélope Bonnaová (francouzsky Pénélope Bonna), (* 22. května 1988 v Beaumont-sur-Oise, Francie) je francouzská zápasnice – judistka.

## Sportovní kariéra
S judem začínala v 11 letech v Lachapelle-Saint-Pierre. Později se připravovala v Amiens, odkud se dostala v roce 2006 do juniorské reprezentace Francie. V roce 2008 přestoupila do Levallois, odkud v roce 2008 vedla cesta do francouzské seniorské reprezentace. Na olympijské hry v Londýně se připravovala v Paříži v klubu Lagardère, ale v roce 2012 ji o nominaci na olympijské hry připravila Priscilla Gnetová. V dalších letech postupně vypadla z užšího výběru reprezentace. V roce 2015 byla členkou klubu FLAM91 ve Villemoisson-sur-Orge.

## Výsledky
| Turnaj             | 2006           | 2007           | 2008           | 2009           | 2010           | 2011           | 2012           | 2013           | 2014           |
| Turnaj             | 18             | 19             | 20             | 21             | 22             | 23             | 24             | 25             | 26             |
| Turnaj             | pololehká váha | pololehká váha | pololehká váha | pololehká váha | pololehká váha | pololehká váha | pololehká váha | pololehká váha | pololehká váha |
| ------------------ | -------------- | -------------- | -------------- | -------------- | -------------- | -------------- | -------------- | -------------- | -------------- |
| Mistrovství světa  |                | —              |                | —              | úč.            | úč.            |                | —              | —              |
| Mistrovství Evropy | —              | —              | —              | —              | 3.             | 1.             | úč.            | —              | úč.            |
| ME do 23 let       | —              | —              | 5.             | —              | —              |                |                |                |                |
| MS juniorů         | úč.            |                |                |                |                |                |                |                |                |
| ME juniorů         | —              | 3.             |                |                |                |                |                |                |                |